# Shrek: Smash n' Crash Racing
Pour les articles homonymes, voir Shrek.
Shrek: Smash n' Crash Racing est un jeu vidéo de course développé par Torus Games et édité par Activision. Il est sorti en 2006 en Amérique du Nord et en 2007 en Europe sur PlayStation 2, Nintendo DS, PlayStation Portable, Gamecube et Game Boy Advance. Il met en scène les personnages issus des films Shrek et Shrek 2.
La musique originale pour le jeu a été composé par Finn Robertson.

## Synopsis
Shrek, Fiona et Ti Biscuit sont au marais. L'ogre vert et le biscuit jouent à celui qui restera le plus longtemps sans respirer. Alors que Ti Biscuit perd le pari, l'Âne et sa dragonne arrivent, celui-ci avec une baguette dans sa bouche. Fiona le met en garde car elle appartient à la Marraine. L'Âne l'utilise pour avoir de la nourriture mais au lieu de ceci, il crée un cheval de bois, un cheval en génoise, un monstre du marais, un carrosse-oignon et rétrécie sa dragonne sans le vouloir. C'est alors que commence la course.

## Système de jeu
Shrek Smash n' Crash Racing est un jeu de course dans lequel le joueur peut prendre le contrôle de 12 personnages différents provenant de l'univers de Shrek. Cependant, seul quatre d'entre eux sont disponibles dès le début du jeu, soit Shrek, Princesse Fiona, l'Âne et Ti Biscuit, les autres étant déblocables au cours du jeu.

## Doublage
- Michael J. Dough (VF : Cyrille Monge) : Shrek
- Holly Fields (VF : Dominique Vallée) : Princesse Fiona
- Mark Moseley (VF : Martial Le Minoux) : l'Âne
- James Arnold Taylor (VF : Marc Saez) : Ti'Biscuit ; (VF : Sébastien Desjours) : Charmant ; (VF : Gilbert Lévy) : Humpty Dumpty
- André Sogliuzzo (VF : Cédric Dumond) : Le Chat Potté
- Cody Cameron (VF : ?) : Pinocchio ; (VF : Éric Missoffe) : les Trois Petits Cochons
- Tara Strong (VF : Isabelle Volpé) : Petit Chaperon rouge / Boucle d'or
- Christopher Knights (VF : Martial Le Minoux) : Telonius